# Primitive Matrix
Primitivität von Matrizen ist ein Konzept der linearen Algebra, welches insbesondere in der Theorie der positiven Eigenwerte Anwendung findet, siehe etwa Satz von Perron-Frobenius.

## Definition
Eine quadratische Matrix {\displaystyle X=(x_{ij})_{i,j}} heißt primitiv, wenn alle Einträge nichtnegativ sind und wenn es eine natürliche Zahl {\displaystyle n\in \mathbb {N} } gibt, so dass alle Einträge von {\displaystyle X^{n}} positiv sind.
Das kleinste solche {\displaystyle n\in \mathbb {N} } wird als Exponent {\displaystyle \gamma (X)} der primitiven Matrix bezeichnet.

## Eigenschaften
- Primitive Matrizen sind irreduzibel.
- Wenn die {\displaystyle n\times n}-Matrix {\displaystyle A} irreduzibel ist, dann ist {\displaystyle E_{n}+A} (die Summe mit der Einheitsmatrix) eine primitive Matrix.
- Für den Exponenten einer primitiven Matrix {\displaystyle A} gilt {\displaystyle \gamma (A)\leq (m-1)^{2}+1}, wobei {\displaystyle m} den Grad des Minimalpolynoms bezeichnet.[1]

## Beispiele
Die Matrix {\displaystyle \left({\begin{matrix}0&1\\1&0\end{matrix}}\right)}  ist irreduzibel, aber nicht primitiv. Die Matrix {\displaystyle \left({\begin{matrix}0&1\\1&1\end{matrix}}\right)} ist primitiv.

## Anwendungen
- Für primitive Matrizen gilt der Satz von Perron-Frobenius: der Spektralradius ist ein positiver, einfacher Eigenwert.
- Sei {\displaystyle A} die Adjazenzmatrix eines Graphen. Dann ist {\displaystyle A} genau dann primitiv, wenn der Graph zusammenhängend ist und es zwei Zykel teilerfremder Länge gibt.
- Primitive stochastische Matrizen sind in der Theorie der Markow-Ketten von Bedeutung.